# Ndwedwe Local Municipality
Ndwedwe (englisch Ndwedwe Local Municipality) ist eine Lokalgemeinde im Distrikt iLembe der südafrikanischen Provinz KwaZulu-Natal. Der Sitz der Gemeindeverwaltung befindet sich in Ndwedwe. Bürgermeister ist Nkosinathi Vincent Chili.
Der Gemeindename Ndwedwe stammt von dem isiZulu-Namenswort „undwendwe“ ab, das eine „Hochzeitszeremonie“ oder eine „Gruppe von Menschen, die in einer Schlange gehen oder stehen“ bedeutet.

## Städte und Orte
| - Abejuti - Chibini - Dalibha - Emtwandle - Esigedleni - Hlomantethe - Intaphuka - KwaNyuswa | - Kwazini - Luthuli - Mahlabathini - Montebello - Msunduze - Ndondolo - Ndwedwe - Newspaper | - Ngedleni - Nkumba-Nyuswa - Noodberg - Ogunjini - Ohlange - Shudu - Tafamasi - Umdloti |

## Bevölkerung
Im Jahr 2011 hatte die Gemeinde auf einer Gesamtfläche von 1157 Quadratkilometer 140.820 Einwohner. Davon waren 98,4 % schwarz und 0,7 % Inder bzw. Asiaten. Erstsprache war zu 91,6 % isiZulu, zu 2 % Englisch, zu 1,9 % isiXhosa, zu 1,5 % isiNdebele und zu 0,9 % Setswana.